# Amphoe Tak Fa
Amphoe Tak Fa (Thai: อำเภอ ตากฟ้า) ist ein Landkreis (Amphoe – Verwaltungs-Distrikt) im Südosten der Provinz Nakhon Sawan. Die Provinz Nakhon Sawan liegt im südlichen Teil der Nordregion von Thailand.

## Geographie
Benachbarte Distrikte (von Südwesten im Uhrzeigersinn): die Amphoe Takhli, Phayuha Khiri, Tha Tako und Phaisali der Provinz Nakhon Sawan sowie Amphoe Nong Muang der Provinz Lop Buri.

## Geschichte
Als die Regierung die Phahonyothin-Schnellstraße (Thanon Phahonyothin) baute, wurde der Landkreis eingerichtet, indem einige Landstriche vom Amphoe Takhli abgetrennt wurden. Tak Fa wurde am 13. Oktober 1970 offiziell zu einem Amphoe erklärt.

## Verwaltung

### Provinzverwaltung
Der Landkreis Tak Fa ist in sieben Tambon („Unterbezirke“ oder „Gemeinden“) eingeteilt, die sich weiter in 76 Muban („Dörfer“) unterteilen.
| Nr. | Name            | Thai     | Muban | Einw.  |
| --- | --------------- | -------- | ----- | ------ |
| 01. | Tak Fa          | ตากฟ้า    | 08    | 07.508 |
| 02. | Lam Phayon      | ลำพยนต์   | 10    | 04.532 |
| 03. | Suk Samran      | สุขสำราญ  | 12    | 07.534 |
| 04. | Nong Phikun     | หนองพิกุล  | 11    | 03.565 |
| 05. | Phu Nok Yung    | พุนกยูง    | 10    | 03.862 |
| 06. | Udom Thanya     | อุดมธัญญา  | 16    | 10.288 |
| 07. | Khao Chai Thong | เขาชายธง | 09    | 03.485 |

### Lokalverwaltung
Es gibt zwei Kommunen mit „Kleinstadt“-Status (Thesaban Tambon) im Landkreis:
- Udom Thanya (Thai: เทศบาลตำบลอุดมธัญญา) bestehend aus dem kompletten Tambon Udom Thanya.
- Tak Fa (Thai: เทศบาลตำบลตากฟ้า) bestehend aus den Teilen der Tambon Tak Fa, Suk Samran.

Außerdem gibt es sechs „Tambon-Verwaltungsorganisationen“ (องค์การบริหารส่วนตำบล – Tambon Administrative Organizations, TAO)
- Tak Fa (Thai: องค์การบริหารส่วนตำบลตากฟ้า) bestehend aus Teilen des Tambon Tak Fa.
- Lam Phayon (Thai: องค์การบริหารส่วนตำบลลำพยนต์) bestehend aus dem kompletten Tambon Lam Phayon.
- Suk Samran (Thai: องค์การบริหารส่วนตำบลสุขสำราญ) bestehend aus Teilen des Tambon Suk Samran.
- Nong Phikun (Thai: องค์การบริหารส่วนตำบลหนองพิกุล) bestehend aus dem kompletten Tambon Nong Phikun.
- Phu Nok Yung (Thai: องค์การบริหารส่วนตำบลพุนกยูง) bestehend aus dem kompletten Tambon Phu Nok Yung.
- Khao Chai Thong (Thai: องค์การบริหารส่วนตำบลเขาชายธง) bestehend aus dem kompletten Tambon Khao Chai Thong.